# Gillaumé
Gillaumé – miejscowość i gmina we Francji, w regionie Grand Est, w departamencie Górna Marna.
Według danych na rok 1990 gminę zamieszkiwały 34 osoby, a gęstość zaludnienia wynosiła 7 osób/km².

## Galeria

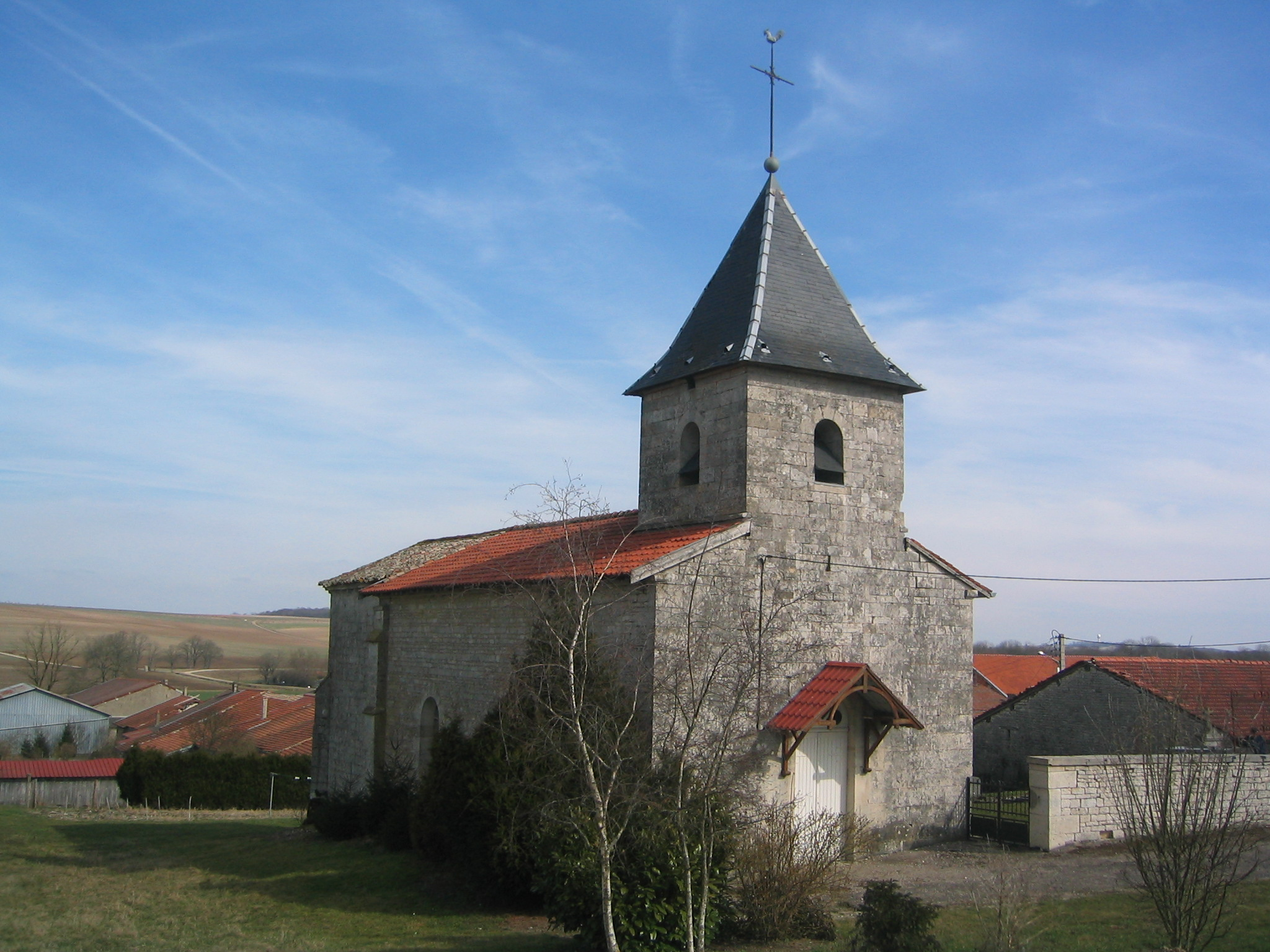
Kościół w Gillaumé, 2005 (przed renowacją)
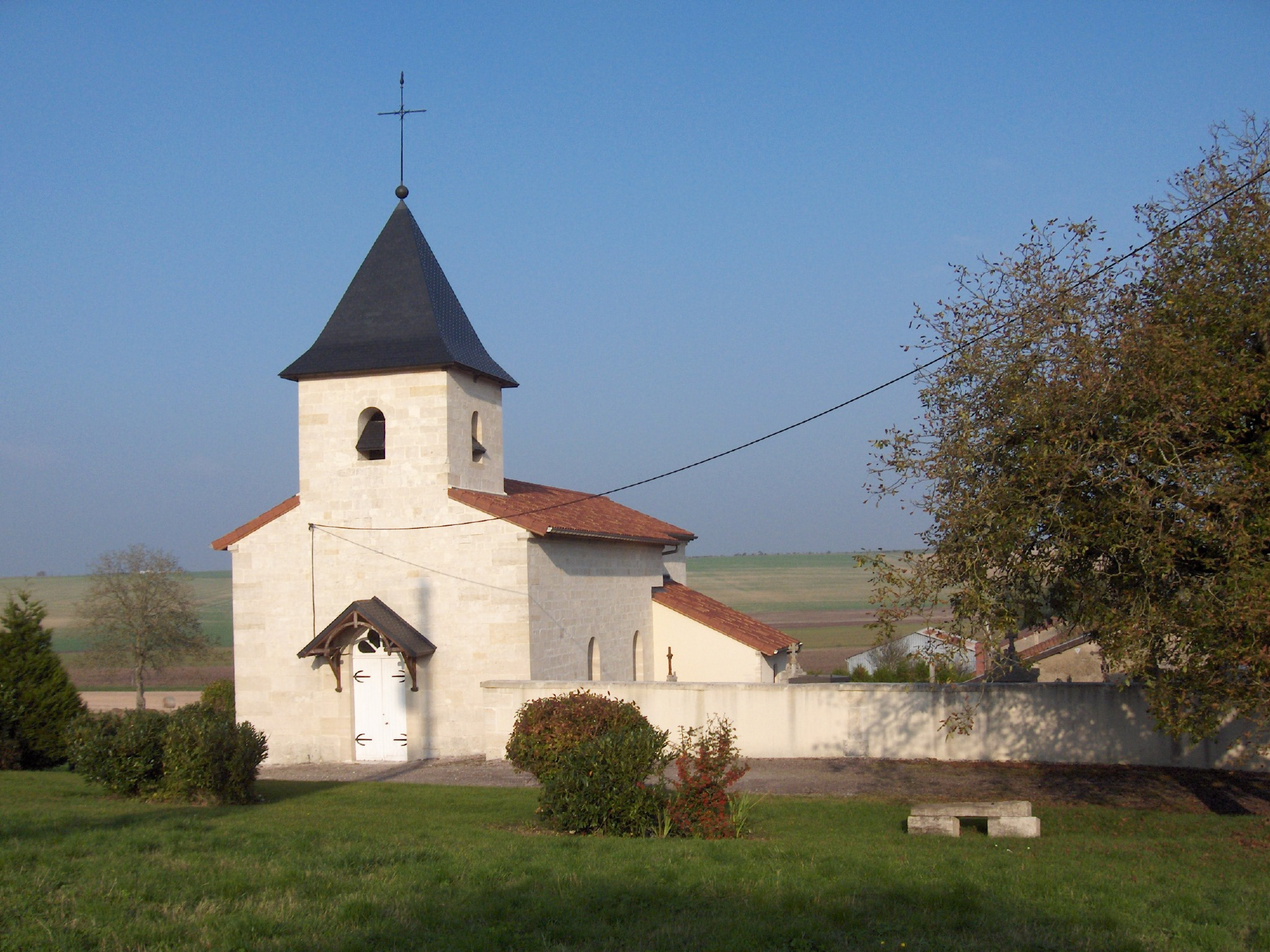
Kościół w Gillaumé, 2007 (po renowacji)